# Корейски комитет за космически технологии
Корейски комитет за космически технологии (на корейски: 조선우주공간기술위원회) е държавната космическа агенция на Северна Корея.
Основан е през 1980-те години и е тясно свързан с Бюрото за артилерийска навигация, което поддържа и използва балистичните ракети на страната. КККТ е отговорен за всички дейности, свързани с изследването на космическото пространство и разработването на спътници.
На 12 март 2009 Северна Корея подписва Договора за космическото пространство, след направено на 23 февруари официално изявление за изстрелване на спътника Кванмьонсон-2.
В страната има 2 космодрума — Мусудан-ри, и строящият се Тончхан-ри.